# Regionalwahlkreis Mühlviertel
Der Regionalwahlkreis Mühlviertel (Wahlkreis 4E) ist ein Regionalwahlkreis in Österreich, der bei Wahlen zum Nationalrat für die Vergabe der Mandate im ersten Ermittlungsverfahren gebildet wird. Der Wahlkreis umschließt die politischen Bezirke Freistadt, Perg, Rohrbach sowie Urfahr-Umgebung und entspricht in seinem Umfang damit dem Landtagswahlkreis Mühlviertel und weitgehend der historischen Landschaft Mühlviertel.
Bei der Nationalratswahl 2019 waren im Regionalwahlkreis Mühlviertel 221.009 Personen wahlberechtigt, wobei die Österreichische Volkspartei (ÖVP) mit 41,7 % als stärkste Partei hervorging. Von den sechs zu vergebenen Grundmandaten entfielen zwei auf die ÖVP und je eines auf die Sozialdemokratische Partei Österreichs (SPÖ) und auf die Freiheitliche Partei Österreichs (FPÖ).

## Geschichte
Nach dem Ende des Staates Österreich-Ungarn wurden für das Gebiet von Oberösterreich mit der Wahlordnung 1918 für die Wahl der konstituierenden Nationalversammlung sechs Wahlkreise geschaffen, wobei bereits zu dieser Zeit ein Wahlkreis mit dem Namen Mühlviertel gebildet wurde. Dieser Wahlkreis (zunächst Wahlkreis 17, ab 1923 Wahlkreis 16) umfasste die Gerichtsbezirke Aigen, Freistadt, Grein, Haslach, Lembach, Leonfelden, Mauthausen, Neufelden, Perg, Pregarten, Rohrbach und Unterweißenbach. Nachdem die Wahlordnung von 1923 von der austrofaschistischen Regierung 1934 außer Kraft gesetzt worden war, wurde die ursprüngliche Einteilung der Wahlkreise nach dem Zweiten Weltkrieg mit dem Verfassungsgesetz vom 19. Oktober 1945 weitgehend wieder eingeführt. Der Wahlkreis Mühlviertel wurde in seiner Größe unverändert wieder eingeführt, wenngleich beispielsweise der Gerichtsbezirk Haslach inzwischen aufgelöst worden war. Mit der Nationalrats-Wahlordnung 1971 kam es erstmals zu einer tiefgreifenden Wahlkreisreform, mit der die Anzahl der Wahlkreise in Österreich auf nur noch neun reduziert wurde. Für das Bundesland Oberösterreich bestand in der Folge nur noch ein Wahlkreis, der Wahlkreis Oberösterreich (Wahlkreis 4). Mit Inkrafttreten der Nationalrats-Wahlordnung 1992 wurde das österreichische Bundesgebiet schließlich in 43 Regionalwahlkreise unterteilt und somit ein drittes Ermittlungsverfahren eingeführt, wobei die politischen Bezirke Freistadt, Perg, Rohrbach und Urfahr-Umgebung zum Wahlkreis Mühlviertel (Wahlkreis 4E) zusammengefasst wurden. Der neue Wahlkreis Mühlviertel wurde dabei im Gegensatz zu dem ursprünglichen Wahlkreis Mühlviertel um den Bezirk Urfahr-Umgebung erweitert. 1993 wurden dem Regionalwahlkreis Mühlviertel sechs Mandate zugewiesen, wobei die Neuberechnung der Mandatsverteilung im Jahr 2002 (nach den Ergebnissen der Volkszählung 2001) zu keinen Veränderungen führte.
Seit der Schaffung des Wahlkreises erreichte die ÖVP bei jeder Wahl die relative Mehrheit, die SPÖ landete durchgehend auf dem zweiten Platz. Die FPÖ lag fast durchgehend auf dem dritten Platz, lediglich 2002 und 2006 gelang es den Grünen, die FPÖ auf Platz 4 zu verweisen.

## Wahlergebnisse
| Nationalratswahlen im Regionalwahlkreis Mühlviertel | Nationalratswahlen im Regionalwahlkreis Mühlviertel | Nationalratswahlen im Regionalwahlkreis Mühlviertel | Nationalratswahlen im Regionalwahlkreis Mühlviertel | Nationalratswahlen im Regionalwahlkreis Mühlviertel | Nationalratswahlen im Regionalwahlkreis Mühlviertel | Nationalratswahlen im Regionalwahlkreis Mühlviertel | Nationalratswahlen im Regionalwahlkreis Mühlviertel | Nationalratswahlen im Regionalwahlkreis Mühlviertel | Nationalratswahlen im Regionalwahlkreis Mühlviertel | Nationalratswahlen im Regionalwahlkreis Mühlviertel | Nationalratswahlen im Regionalwahlkreis Mühlviertel |
| Wahltermin                                          | GM                                                  |                                                     | ÖVP                                                 | SPÖ                                                 | FPÖ                                                 | GRÜNE                                               | BZÖ                                                 | LIF/NEOS                                            | FRANK                                               | PILZ/JETZT                                          | Sonstige                                            |
| --------------------------------------------------- | --------------------------------------------------- | --------------------------------------------------- | --------------------------------------------------- | --------------------------------------------------- | --------------------------------------------------- | --------------------------------------------------- | --------------------------------------------------- | --------------------------------------------------- | --------------------------------------------------- | --------------------------------------------------- | --------------------------------------------------- |
| 9. Oktober 1994                                     |                                                     | Stimmenanteile (%)                                  | 40,6                                                | 30,2                                                | 16,5                                                | 7,1                                                 | -                                                   | 3,9                                                 | -                                                   | -                                                   | 1,6                                                 |
| 9. Oktober 1994                                     | 6                                                   | Grundmandate                                        | 2                                                   | 1                                                   | 1                                                   | 0                                                   | -                                                   | 0                                                   | -                                                   | -                                                   | 0                                                   |
| 17. Dezember 1995                                   |                                                     | Stimmenanteile (%)                                  | 40,2                                                | 33,7                                                | 16,0                                                | 5,1                                                 | -                                                   | 3,7                                                 | -                                                   | -                                                   | 1,3                                                 |
| 17. Dezember 1995                                   | 6                                                   | Grundmandate                                        | 2                                                   | 2                                                   | 0                                                   | 0                                                   | -                                                   | 0                                                   | -                                                   | -                                                   | 0                                                   |
| 3. Oktober 1999                                     |                                                     | Stimmenanteile (%)                                  | 38,9                                                | 30,3                                                | 20,4                                                | 7,0                                                 | -                                                   | 2,2                                                 | -                                                   | -                                                   | 1,3                                                 |
| 3. Oktober 1999                                     | 6                                                   | Grundmandate                                        | 2                                                   | 1                                                   | 1                                                   | 0                                                   | -                                                   | 0                                                   | -                                                   | -                                                   | 0                                                   |
| 24. November 2002                                   |                                                     | Stimmenanteile (%)                                  | 50,8                                                | 32,5                                                | 7,4                                                 | 8,2                                                 | -                                                   | 0,7                                                 | -                                                   | -                                                   | 0,4                                                 |
| 24. November 2002                                   | 6                                                   | Grundmandate                                        | 3                                                   | 2                                                   | 0                                                   | 0                                                   | -                                                   | 0                                                   | -                                                   | -                                                   | 0                                                   |
| 1. Oktober 2006                                     |                                                     | Stimmenanteile (%)                                  | 42,9                                                | 32,6                                                | 9,1                                                 | 10,0                                                | 2,1                                                 | -                                                   | -                                                   | -                                                   | 3,2                                                 |
| 1. Oktober 2006                                     | 6                                                   | Grundmandate                                        | 2                                                   | 2                                                   | 0                                                   | 0                                                   | 0                                                   | -                                                   | -                                                   | -                                                   | 0                                                   |
| 28. September 2008                                  |                                                     | Stimmenanteile (%)                                  | 33,5                                                | 27,5                                                | 16,2                                                | 9,8                                                 | 8,4                                                 | 1,2                                                 | -                                                   | -                                                   | 3,3                                                 |
| 28. September 2008                                  | 6                                                   | Grundmandate                                        | 2                                                   | 1                                                   | 1                                                   | 0                                                   | 0                                                   | 0                                                   | -                                                   | -                                                   | 0                                                   |
| 29. September 2013                                  |                                                     | Stimmenanteile (%)                                  | 33,0                                                | 24,9                                                | 17,4                                                | 12,1                                                | 3,2                                                 | 3,0                                                 | 4,5                                                 | -                                                   | 2,1                                                 |
| 29. September 2013                                  | 6                                                   | Grundmandate                                        | 2                                                   | 1                                                   | 1                                                   | 0                                                   | 0                                                   | 0                                                   | 0                                                   | -                                                   | 0                                                   |
| 15. Oktober 2017                                    |                                                     | Stimmenanteile (%)                                  | 37,3                                                | 25,3                                                | 23,7                                                | 3,8                                                 | -                                                   | 4,7                                                 | -                                                   | 3,3                                                 | 1,9                                                 |
| 15. Oktober 2017                                    | 6                                                   | Grundmandate                                        | 2                                                   | 1                                                   | 1                                                   | 0                                                   | -                                                   | 0                                                   | -                                                   | 0                                                   | 0                                                   |
| 29. September 2019                                  |                                                     | Stimmenanteile (%)                                  | 41,9                                                | 19,9                                                | 15,2                                                | 13,7                                                | -                                                   | 7,1                                                 | -                                                   | 1,2                                                 | 1,0                                                 |
| 29. September 2019                                  | 6                                                   | Grundmandate                                        | 2                                                   | 1                                                   | 1                                                   | 0                                                   | -                                                   | 0                                                   | -                                                   | 0                                                   | 0                                                   |
| 29. September 2024                                  |                                                     | Stimmenanteile (%)                                  | 30,6                                                | 18,6                                                | 28,5                                                | 8,4                                                 | -                                                   | 8,0                                                 | -                                                   | -                                                   | 6,0                                                 |
| 29. September 2024                                  | 6                                                   | Grundmandate                                        | 2                                                   | 1                                                   | 1                                                   | 0                                                   | -                                                   | 0                                                   | -                                                   | -                                                   | 0                                                   |